# Olympische Sommerspiele 2024/Teilnehmer (Andorra)
| Gelbes Symbol für Goldmedaillen mit stilisierten Olympischen Ringen | Graues Symbol für Silbermedaillen mit stilisierten Olympischen Ringen | Braundes Symbol für Bronzemedaillen mit stilisierten Olympischen Ringen |
| ------------------------------------------------------------------- | --------------------------------------------------------------------- | ----------------------------------------------------------------------- |
| —                                                                   | —                                                                     | —                                                                       |

Andorra nahm an den Olympischen Spielen 2024 vom 26. Juli bis zum 11. August 2024 in Paris mit 2 Athleten (ein Mann und eine Frau) teil. Es war die insgesamt 13. Teilnahme an Olympischen Sommerspielen.

## Teilnehmer nach Sportarten

### Kanu
Durch den sechsten Platz von Mònica Dòria Vilarrubla bei den Kanuslalom-Weltmeisterschaften 2023 stand Andorra ein Startplatz im C1 der Frauen zu.

#### Kanuslalom
| Athleten                | Wettbewerb | Vorlauf  | Vorlauf | Halbfinale | Halbfinale | Finale        | Finale        | Rang |
| Athleten                | Wettbewerb | Zeit     | Rang    | Zeit       | Rang       | Zeit          | Rang          | Rang |
| ----------------------- | ---------- | -------- | ------- | ---------- | ---------- | ------------- | ------------- | ---- |
| Frauen                  |            |          |         |            |            |               |               |      |
| Mònica Dòria Vilarrubla | C1         | 101,28 s | 3       | 106,53 s   | 3          | 113,58 s      | 6             | 6    |
| Mònica Dòria Vilarrubla | K1         | 95,93 s  | 10      | 156,28 s   | 22         | ausgeschieden | ausgeschieden | 22   |

Boater-Cross
| Frauen                  |          |         |   |   |   |   |   |               |               |    |
| Mònica Dòria Vilarrubla | K1 Cross | 73,15 s | 9 | 1 | — | 2 | 4 | ausgeschieden | ausgeschieden | 15 |

### Leichtathletik
Laufen und Gehen
| Athleten        | Wettbewerb       | Vorlauf     | Vorlauf | Halbfinale | Halbfinale | Finale        | Finale        | Rang |
| Athleten        | Wettbewerb       | Zeit        | Rang    | Zeit       | Rang       | Zeit          | Rang          | Rang |
| --------------- | ---------------- | ----------- | ------- | ---------- | ---------- | ------------- | ------------- | ---- |
| Männer          |                  |             |         |            |            |               |               |      |
| Nahuel Carabaña | 3000 m Hindernis | 8:19,44 min | 7       | —          | —          | ausgeschieden | ausgeschieden | 17   |